# Andrew Salkey
Andrew Salkey (Ciudad de Colón, Panamá, 30 de enero de 1928 – 28 de abril de 1995) fue un novelista, poeta y periodista de origen jamaicano y haitiano. Se convirtió en un escritor prolífico, con más de 30 libros en el curso de su carrera, incluyendo novelas para adultos y para niños, colecciones de poesía, antologías y ensayos.

## Biografía
Su nombre de nacimiento fue Felix Andrew Alexander Salkey y nació en Colón, Panamá, de padres jamaicanos. Fue hijo de Andrew Alexander Salkey, un hombre de negocios, y de Linda Marshall Salkey. Con dos años, Andrew Salkey fue enviado a Jamaica, donde fue educado junto a su abuela. Su madre trabajó allí como profesora, mientras su padre continuó trabajando en Panamá.
Salkey se educó en el Colegio St. George de Kingston, y en el Munro College, en la parroquia de Saint Elizabeth, antes de ir a Inglaterra a principios de la década de 1950 para asistir al College of St Mark and St John. Murió en Amherst (Massachusetts), donde había sido profesor desde la década de 1970, en la Universidad de Hampshire.

## Carrera
De acuerdo con Stuart Hall, Salkey "se hizo el centro de un pequeño pero excepcional círculo de escritores e intelectuales caribeños. Durante un período crítico fue la figura clave, el principal presentador y escritor caribeño de la BBC en Londres". Por sus programas pasó toda una brillante generación de escritores, como Sam Selvon y George Lamming. Después de leer la primera novela de V. S. Naipaul, Salkey le animó a continuar en la escritura. En la BBC, Salkey también colaboró en la producción de My People and Your People, con D. G. Bridson, un programa radiofónico sobre una historia de amor entre un inmigrante indio del oeste y un jugador escocés skiffle.
A mediados de la década de 1950, Salkey enseñó inglés en la Escuela Secundaria Walworth (también conocida como escuela de Mina Road), una escuela de niños justo al lado del Old Kent Road en el sureste de Londres. Su primera novela, A Quality of Violence -ambientada alrededor de 1900 en una zona remota de Jamaica y narrada en patois jamaicano - fue publicada en 1959, y su segunda, Escape to An Autumn Pavement, en 1960. Ese mismo año Salkey editó una de las primeras antologías de cuentos cortos del Caribe, Historias de las Antillas Occidentales, y fue galardonada con una Beca Guggenheim en el campo del folclore y la cultura popular. A esta le siguieron novelas como The Late Emancipation de Jerry Stover (1968), Las aventuras de Catullus Kelly (1969) o Come Home, Malcolm Heartland (1976). Fue un escritor prolífico, pues sus obras incluyen varios libros para niños, poesía, libros de viaje, libros de tradiciones folklóricas como Anancy's Score (1973), así como antologías de autores, como Breaklight (1971).
En 1966 cofundó con John La Rose y Kamau Brathwaite el Movimiento de Artistas del Caribe (CAM), como una plataforma para artistas, escritores, actores y músicos del Caribe. Salkey dio un discurso en la tercera y última conferencia de la CAM, celebrada en el Centro de Estudiantes de las Indias Occidentales, en la que habló sobre la importancia de la "conciencia negra" y declaró: "Nuestras propias comunidades caribeñas deben convertirse en los nuevos centros de los cuales primero Busquemos la aprobación de los frutos de nuestra imaginación, sólo entonces podremos pasar de dentro de nuestra sociedad hacia afuera con seguridad".
En la última parte de su vida, fue profesor de escritura creativa en la universidad de Hampshire, en Amherst, donde ya estuvo en 1976. Salkey fue amigo de Austin Clarke, y los dos tenían una larga correspondencia escrita, buena parte de la cual está disponible en los archivos de Clarke en los Archivos de la Universidad McMaster en Hamilton, Ontario.

"I was headed nowhere like a hundred million others: I had escaped a malformed Jamaican middle class; I had attained my autumn pavement; I had done more than my fair share of hurting, rejecting, and condemning; and I had created another kind of failure, and this time, in another country."
 Andrew Salkey, Escape To An Autumn Pavement.

## Reconocimientos
Salkey era seguidor de la editorial londinense Bogle-L'Ouverture, fundada por Guyanés-Jessica nacida Huntley, quien junto con un comité formado por Louis James, John La Rose, Marc Matthews, Mervyn Morris, Jason Salkey, Anne Walmsley, Eliot Salkey y Ronald Warwick, organizó en 1992 un simposio al que llamaron "Salkey's Score". El Commonwealth Institute rindió tributo a Salkey en Londres en la década de 1960 y 1970 con el Movimiento de Artistas del Caribe; su periodismo en la BBC Voces de Caribe de programa radiofónicas; sus contribuciones para desarrollar la enseñanza de la escritura caribeña en las escuelas y la importancia de la relación entre África y el Caribe, así como su trabajo en Cuba.
Todos los años el Hampshire College entrega la beca Andrew Salkey Memorial, un premio para estudiantes que muestran dotes excepcionales para la escritura.